# Бейкер (Невада)
Бейкер (англ. Baker) — небольшой населённый пункт и статистически обособленная местность в округе Уайт-Пайн, штат Невада. Расположенный всего в 8 км от национального парка Грейт-Бейсин (SR 487), поселение названо именем одного из первых поселенцев Джорджа Бейкера. На 2010 год численность населения составляла 68 человек.
В поселение есть небольшая гостиница Серебряный Джек (англ. The Silver Jack Inn), на границе штатов Невады и Юты располагается мотель Border Inn, уникальность которого состоит в том, что номера расположены в Юте, а офис, ресторан, и казино в Неваде, отсюда и название мотеля.
Бейкер относится к Уайт-Пайнскому окружному школьному округу (англ. the White Pine County School District), в населённом пункте имеется своя Бейкерская начальная школа (англ. Baker Elementary).